# Kosihovce
Kosihovce (bis 1927 slowakisch auch „Kosihy“; ungarisch Dacsókeszi) ist eine Gemeinde im Süden der Slowakei mit 561 Einwohnern (Stand 31. Dezember 2024). Sie gehört zum Okres Veľký Krtíš, einem Kreis des Banskobystrický kraj.

## Geographie

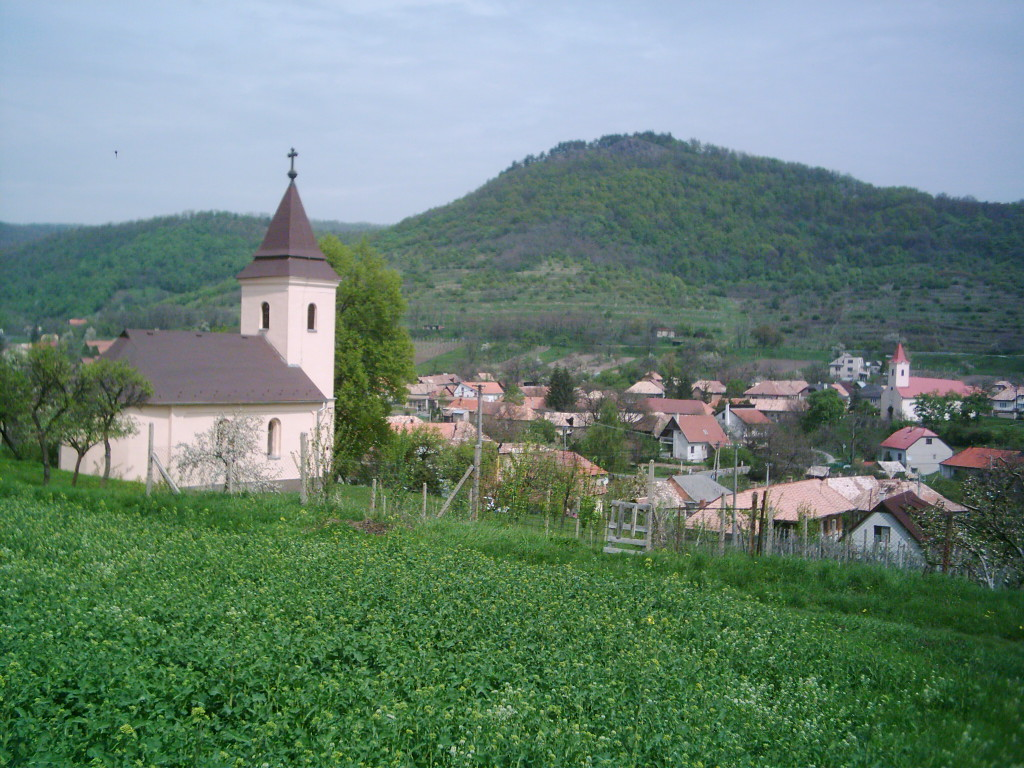
Panoramaansicht des Ortes mit der evangelischen Kirche im Vordergrund

Die Gemeinde befindet sich am südöstlichen Rand von Krupinská planina (deutsch etwa „Karpfener Hochebene“) im Tal des Čurgov im Einzugsgebiet des Ipeľ. Das Ortszentrum liegt auf einer Höhe von 263 m n.m. und ist 14 Kilometer von Veľký Krtíš entfernt.
Nachbargemeinden sind Cerovo im Norden, Čebovce im Osten, Nenince im Südosten, Seľany im Süden und Südwesten sowie Opava im Westen und Nordwesten.

## Geschichte
Kosihovce wurde zum ersten Mal 1135 als Kukezu schriftlich erwähnt, weitere historische Bezeichnungen sind unter anderen Kezeo (1295), Kezw (1335), Keszihocz (1448), Kezyholcz, Kezyhowcz (1483) und Kesihowce (1773). Das Dorf war im Mittelalter und in der Neuzeit Besitz der Familie Dacsó, im 19. Jahrhundert folgten die Familien Beniczky, Palásthy und Hell. 1828 zählte man 124 Häuser und 743 Einwohner, die als Landwirte und Winzer beschäftigt waren.
Bis 1918/1919 gehörte der im Komitat Hont liegende Ort zum Königreich Ungarn und kam danach zur Tschechoslowakei beziehungsweise heute Slowakei. Auf Grund des Ersten Wiener Schiedsspruches war er von 1938 bis 1945 noch einmal Teil Ungarns.

## Ortsname
Der slowakische Ortsname ist eine phonetische Anpassung des ungarischen Keszi, der Bezeichnung eines von sieben altungarischen Stämmen. Das Dacsó in der ungarischen Bezeichnung weist auf langjährigen Besitz der gleichnamigen Familie hin.

## Bevölkerung
| Jahr                | 1994 | 2004    | 2014    | 2024    |
| ------------------- | ---- | ------- | ------- | ------- |
| Anzahl der Personen | 592  | 617     | 579     | 561     |
| Unterschied         |      | +4,22 % | −6,15 % | −3,10 % |

| Jahr                | 2023 | 2024    |
| ------------------- | ---- | ------- |
| Anzahl der Personen | 569  | 561     |
| Unterschied         |      | −1,40 % |

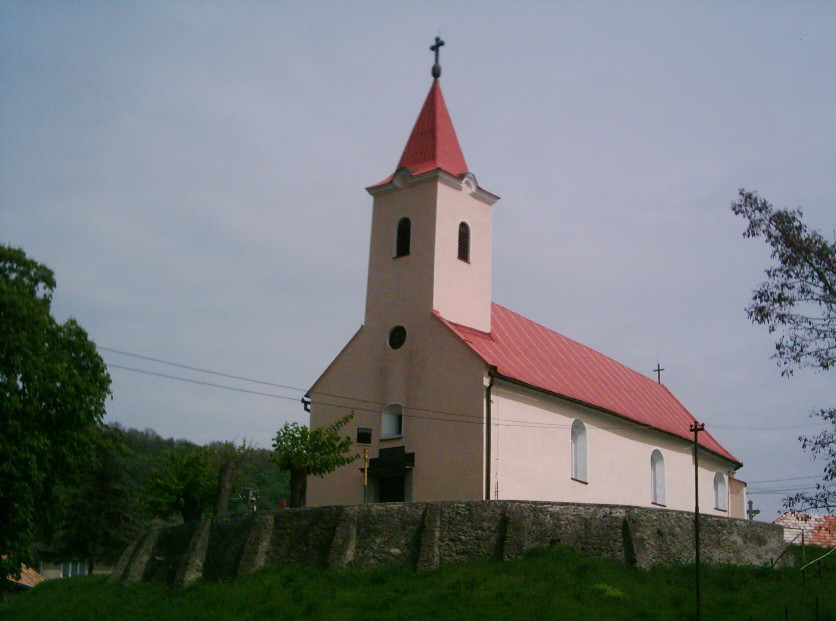
Römisch-katholische Kirche

Gemäß der Volkszählung 2011 wohnten in Kosihovce 606 Einwohner, davon 398 Slowaken, 162 Magyaren und acht Roma. 38 Einwohner machten keine Angabe zur Ethnie.
480 Einwohner bekannten sich zur römisch-katholischen Kirche, 63 Einwohner zur Evangelischen Kirche A. B. und vier Einwohner zu den Zeugen Jehovas. 23 Einwohner waren konfessionslos und bei 36 Einwohnern wurde die Konfession nicht ermittelt.

## Bauwerke
- römisch-katholische Kirche im Frührenaissance-Stil aus dem Jahr 1535
- evangelische Kirche im neoklassizistischen Stil aus dem Jahr 1874, mit dem 1930 hinzugebauten Turm
- Landschloss im spätbarocken Stil aus dem 18. Jahrhundert